# Anton Mahnig
Anton Mahnig (* 17. Juni 1899 in Windisch-Feistritz; † 14. April 1988) war ein österreichischer Jurist und Richter. Mahnig war von 1947 bis 1961 Richter am Verwaltungsgerichtshof, wobei er ab 1957 als dessen Vizepräsident fungierte. Nach dem Ausscheiden aus dem Verwaltungsgerichtshof war Anton Mahnig ab 1961 Mitglied des Verfassungsgerichtshofs, wo er ebenfalls zum Vizepräsidenten ernannt wurde. Er ist damit einer von wenigen österreichischen Juristen, die im Laufe ihrer Karriere Vizepräsidenten von zwei Höchstgerichten wurden.

## Beruflicher Werdegang
Anton Mahnig begann seine juristische Karriere als Richteramtsanwärter in der steirischen Landeshauptstadt Graz, wo er schließlich auch zum Hilfsrichter in der ordentlichen Gerichtsbarkeit ernannt wurde. Im Jahr 1929 wurde er Kommissär bei der Invalidenentschädigungskommission in Graz und in weiterer Folge beim Bundesministerium für soziale Verwaltung tätig.
Im Jahr 1947 wurde Anton Mahnig zum Hofrat des Verwaltungsgerichtshofs ernannt und war dort als Richter hauptsächlich mit Angelegenheiten des Sozialversicherungsrechts beschäftigt. Sieben Jahre später, im Jahr 1954, wurde Mahnig am VwGH zum Senatspräsidenten bestellt, drei Jahre danach, 1957, stieg er zum Vizepräsidenten des Verwaltungsgerichtshofs auf. Am 23. April 1958 wurde Anton Mahnig von Bundespräsident Theodor Körner auf Vorschlag der Bundesregierung zunächst zum Ersatzmitglied des Verfassungsgerichtshofs mit 1. April 1958 bestellt.
Nachdem er 1961 als Vizepräsident des VwGH in den Ruhestand getreten war, wurde er abermals auf Vorschlag der Bundesregierung von Bundespräsident Adolf Schärf mit 11. Juli 1961 zum Vizepräsidenten des Verfassungsgerichtshofs ernannt. Dies blieb er bis zu seinem freiwilligen Amtsverzicht am 30. September 1969. Für sein Wirken als Vizepräsident der zwei Gerichtshöfe des öffentlichen Rechts wurde Anton Mahnig das Große Silberne Ehrenzeichen mit dem Stern für Verdienste um die Republik Österreich verliehen.

## Veröffentlichungen
- Anton Mahnig (Hrsg.): Wirtschaftssäuberungsgesetz 1947 unter Berücksichtigung der einschlägigen Bestimmungen des Nationalsozialistengesetzes mit Erläuterungen und einem Sachregister (= Manzsche Einzelausgaben sozialrechtlicher Gesetze. Band 5). 2. Auflage. Manz, Wien 1947.